# 薛漢 (漢朝)
薛漢（？年—？年），字公子，一作字子公，淮陽郡（今河南省周口市）人。東漢千乘太守。有杜撫、澹台敬伯、韓伯高、廉范等學生。

## 生平
薛漢家族世代學習《韓詩》，薛漢父子都以分析解釋古書章句而聞名。年輕時，薛漢傳承父親的學業，尤其擅長解說災異讖緯，學生經常有數百人。
建武年間，薛漢被任命為博士，受詔命校定圖讖。當時輿論稱講解《詩》的人，薛漢最為著名。
永平年間，薛漢擔任千乘太守，有不錯的政績。後來因楚王劉英事受連坐而獲罪，下獄而死。
薛漢被誅殺後，以往薛漢的學生們都不敢看，唯有廉范前去收殮薛漢的屍體。

## 延伸阅读
[在维基数据编辑]
 《後漢書·卷79下》，出自范晔《後漢書》
 《東觀漢記》